# Microcythere parva
Microcythere parva är en kräftdjursart som beskrevs av Walter Klie 1936. Microcythere parva ingår i släktet Microcythere, och familjen Microcytheridae. Arten har ej påträffats i Sverige.